# Lekkoatletyka na Letnich Igrzyskach Olimpijskich 1984 – bieg na 800 m kobiet
Bieg na 800 metrów kobiet podczas XXIII Letnich Igrzysk Olimpijskich w Los Angeles rozegrano 3 (eliminacje), 4 (półfinały) i 6 sierpnia 1984 (finał) na stadionie Los Angeles Memorial Coliseum. Zwyciężczynią została reprezentantka Rumunii Doina Melinte.

## Rekordy

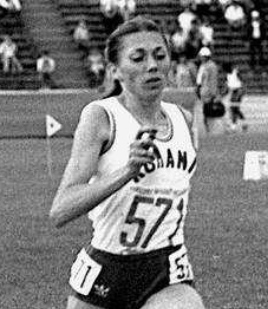
Doina Melinte

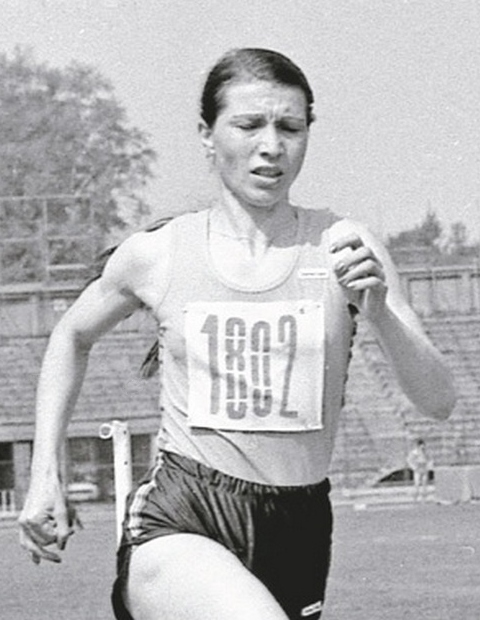
Fița Lovin

|                   | Zawodniczka           | Narodowość     | Czas    | Data               | Miejsce   |
| ----------------- | --------------------- | -------------- | ------- | ------------------ | --------- |
| Rekord świata     | Jarmila Kratochvílová | Czechosłowacja | 1:53,28 | 26 lipca 1983(dts) | Monachium |
| Rekord olimpijski | Nadieżda Olizarenko   | ZSRR           | 1:53,43 | 27 lipca 1980(dts) | Moskwa    |

## Wyniki
| Poz. - pozycja |
| – rekord świata \| – rekord krajowy \| – rekord życiowy \| = – wyrównany rekord życiowy \| · – najlepszy wynik w sezonie \| = – wyrównany najlepszy wynik w sezonie \| – rekord olimpijski |
| Fn – falstart \| DNF – nie ukończyła \| DNS – nie wystartowała \| DSQ – zdyskwalifikowana                                                                                                  |

### Eliminacje
Rozegrano cztery biegi eliminacyjne. Do półfinałów awansowały po trzy najlepsze zawodniczki z każdego biegu (Q) oraz cztery z najlepszymi czasami spośród pozostałych (q).

#### Bieg 1
| Poz. | Zawodniczka       | Narodowość               | Rezultat | Uwagi |
| ---- | ----------------- | ------------------------ | -------- | ----- |
| 1    | Margrit Klinger   | RFN                      | 2:03,66  | Q     |
| 2    | Ruth Wysocki      | Stany Zjednoczone        | 2:04,05  | Q     |
| 3    | Jill McCabe       | Szwecja                  | 2:04,16  | Q     |
| 4    | Ranza Clark       | Kanada                   | 2:04,67  | q     |
| 5    | Célestine N’Drin  | Wybrzeże Kości Słoniowej | 2:06,06  |       |
| 6    | Christine Bakombo | Zair                     | 2:18,79  |       |

#### Bieg 2
| Poz. | Zawodniczka     | Narodowość        | Rezultat | Uwagi |
| ---- | --------------- | ----------------- | -------- | ----- |
| 1    | Fița Lovin      | Rumunia           | 2:01,51  | Q     |
| 2    | Robin Campbell  | Stany Zjednoczone | 2:01,72  | Q     |
| 3    | Lorraine Baker  | Wielka Brytania   | 2:01,73  | Q     |
| 4    | Angelita Lind   | Portoryko         | 2:01,84  | q     |
| 5    | Selina Chirchir | Kenia             | 2:07,17  |       |
| 6    | Grace Bakari    | Ghana             | 2:14,50  |       |

#### Bieg 3
| Poz. | Zawodniczka      | Narodowość | Rezultat | Uwagi |
| ---- | ---------------- | ---------- | -------- | ----- |
| 1    | Doina Melinte    | Rumunia    | 2:02,77  | Q     |
| 2    | Caroline O’Shea  | Irlandia   | 2:03,60  | Q     |
| 3    | Christine Slythe | Kanada     | 2:04,17  | Q     |
| 4    | Shiny Abraham    | Indie      | 2:04,69  | q     |
| 5    | Alejandra Ramos  | Chile      | 2:05,77  |       |
| 6    | Evelyn Adiru     | Uganda     | 2:07,39  |       |
| 7    | Zonia Meigham    | Gwatemala  | 2:14,17  |       |

#### Bieg 4
| Poz. | Zawodniczka       | Narodowość        | Rezultat | Uwagi |
| ---- | ----------------- | ----------------- | -------- | ----- |
| 1    | Kim Gallagher     | Stany Zjednoczone | 2:00,27  | Q     |
| 2    | Gabriella Dorio   | Włochy            | 2:01,41  | Q     |
| 3    | Elly van Hulst    | Holandia          | 2:03,38  | Q     |
| 4    | Grace Verbeek     | Kanada            | 2:04,16  | q     |
| 5    | Albertina Machado | Portugalia        | 2:05,74  |       |
| 6    | Laverne Bryan     | Antigua i Barbuda | 2:11,44  |       |

### Półfinały
Rozegrano dwa biegi półfinałowe. Do finału awansowały po cztery najlepsze zawodniczki z każdego biegu.

#### Bieg 1
| Poz. | Zawodniczka      | Narodowość        | Rezultat | Uwagi |
| ---- | ---------------- | ----------------- | -------- | ----- |
| 1    | Kim Gallagher    | Stany Zjednoczone | 2:00,48  | Q     |
| 2    | Doina Melinte    | Rumunia           | 2:01,42  | Q     |
| 3    | Ruth Wysocki     | Stany Zjednoczone | 2:02,31  | Q     |
| 4    | Caroline O’Shea  | Irlandia          | 2:02,70  | Q     |
| 5    | Elly van Hulst   | Holandia          | 2:03,25  |       |
| 6    | Angelita Lind    | Portoryko         | 2:03,27  |       |
| 7    | Christine Slythe | Kanada            | 2:04,95  |       |
| 8    | Ranza Clark      | Kanada            | 2:05,42  |       |

#### Bieg 2
| Poz. | Zawodniczka     | Narodowość        | Rezultat | Uwagi |
| ---- | --------------- | ----------------- | -------- | ----- |
| 1    | Fița Lovin      | Rumunia           | 1:59,29  | Q     |
| 2    | Gabriella Dorio | Włochy            | 1:59,53  | Q     |
| 3    | Margrit Klinger | RFN               | 2:00,00  | Q     |
| 4    | Lorraine Baker  | Wielka Brytania   | 2:00,66  | Q     |
| 5    | Robin Campbell  | Stany Zjednoczone | 2:01,21  |       |
| 6    | Jill McCabe     | Szwecja           | 2:02,20  |       |
| 7    | Grace Verbeek   | Kanada            | 2:03,23  |       |
| 8    | Shiny Abraham   | Indie             | 2:05,42  |       |

### Finał
| Poz. | Zawodniczka     | Narodowość        | Rezultat |
| ---- | --------------- | ----------------- | -------- |
| 1    | Doina Melinte   | Rumunia           | 1:57,60  |
| 2    | Kim Gallagher   | Stany Zjednoczone | 1:58,63  |
| 3    | Fița Lovin      | Rumunia           | 1:58,83  |
| 4    | Gabriella Dorio | Włochy            | 1:59,05  |
| 5    | Lorraine Baker  | Wielka Brytania   | 2:00,03  |
| 6    | Ruth Wysocki    | Stany Zjednoczone | 2:00,34  |
| 7    | Margrit Klinger | RFN               | 2:00,65  |
| 8    | Caroline O’Shea | Irlandia          | 2:00,77  |